# Marco Marcato
Pour les articles homonymes, voir Marcato.
Marco Marcato (né le 11 février 1984 à San Donà di Piave, dans la province de Venise, en Vénétie) est un coureur cycliste italien, professionnel entre 2005 et 2021. Il a notamment remporté Paris-Tours en 2012.

## Biographie
Marco Marcato a fait partie de l'équipe LPR en 2007, et était chez Androni Giocattoli-3C Casalinghi de 2005 à 2006.
Il a remporté une étape du Tour de Slovénie en 2005, une étape de la Vuelta Chihuahua en 2006, et une étape du Tour d'Irlande en 2007.
En 2010, il termine huitième de l'Amstel Gold Race. L'année suivante, alors qu'il fait partie de l'échappée décisive de Milan-San Remo, il chute dans la descente du Poggio et ne peut donc lutter pour la victoire. Il remporte en fin de saison le Tour de Vendée avant de terminer deuxième du Paris-Tours une semaine plus tard, battu au sprint par son compagnon d'échappée Greg Van Avermaet.
L'année suivante, il remporte finalement la course en s'échappant là encore dans les derniers kilomètres et en réglant ses compagnons d'échappée au sprint, Avenue de Grammont à Tours. Il explique alors que cette victoire est la plus belle de sa carrière et obtient à cette occasion le Ruban jaune, ruban qu'il détient jusqu'à Paris-Tours 2015 et la victoire de Matteo Trentin.
Fin 2014, La Gazzetta dello Sport révèle qu'il fait partie des clients du controversé médecin italien Michele Ferrari. Dans un communiqué, il dément avoir consulté le médecin.
Au mois de septembre 2016, il fait le choix de changer d'équipe et s'engage avec la formation Lampre-Merida qui devient UAE Abu Dhabi.
Au mois d'août 2017 il prolonge de deux ans le contrat qui le lie à son employeur. Il subit en juin 2021 une intervention chirurgicale en raison d'une anomalie du rythme cardiaque. De retour en compétition à la fin du mois de juillet lors de la Classique d'Ordizia, il arrête sa carrière professionnelle en fin d'année,.

## Style
Marco Marcato est considéré comme étant un coureur polyvalent à l'aise aussi bien en sprint, en punch, ou en montée. Toutefois, malgré sa polyvalence, Marcato est régulièrement dominé dans le final des courses d'un jour par ses adversaires et compte dans sa carrière de nombreuses places d'honneur.

## Palmarès et classements mondiaux

### Palmarès amateur
- 2003
  - Medaglia d'Oro Comune di San Martino di Venezze
  - Gran Premio Artigiani e Commercianti di Candelù
- 2004
  - La Bolghera
  - 2e de la Coppa 1° Maggio

### Palmarès professionnel
| - 2005 - 2e étape du Tour de Slovénie - 2006 - 4e étape du Tour de Chihuahua - 3e du Grand Prix de l'industrie et du commerce de Prato - 2007 - 5e étape du Tour d'Irlande - 2e du Grand Prix Pino Cerami - 2e du Tour de Romagne - 2009 - 3e du Tour de Luxembourg - 8e du Tour de Pologne - 2010 - 2e du Tour de Wallonie - 2e de la Course des raisins - 2e du Tour de Toscane - 2e de la Coppa Sabatini - 3e du Grand Prix Pino Cerami - 8e de l'Amstel Gold Race - 9e du Grand Prix de Plouay - 10e de la Vattenfall Cyclassics - 2011 - Tour de Vendée - 2e de l'Étoile de Bessèges - 2e du Grand Prix Pino Cerami - 2e de Paris-Tours - 3e du Tour de Pologne - 7e du Grand Prix cycliste de Montréal - 8e du Grand Prix cycliste de Québec | - 2012 - 4e étape de l'Étoile de Bessèges - Paris-Tours - 2e du Grand Prix d'ouverture La Marseillaise - 3e du Circuit de Lorraine - 6e du Grand Prix de Plouay - 7e de Gand-Wevelgem - 2014 - 10e de l'Eneco Tour - 2015 - 2e de la Classic Loire-Atlantique - 2e de la Course des raisins - 3e du Tour du Danemark - 2016 - 3e de la Course des raisins |  |

### Résultats sur les grands tours

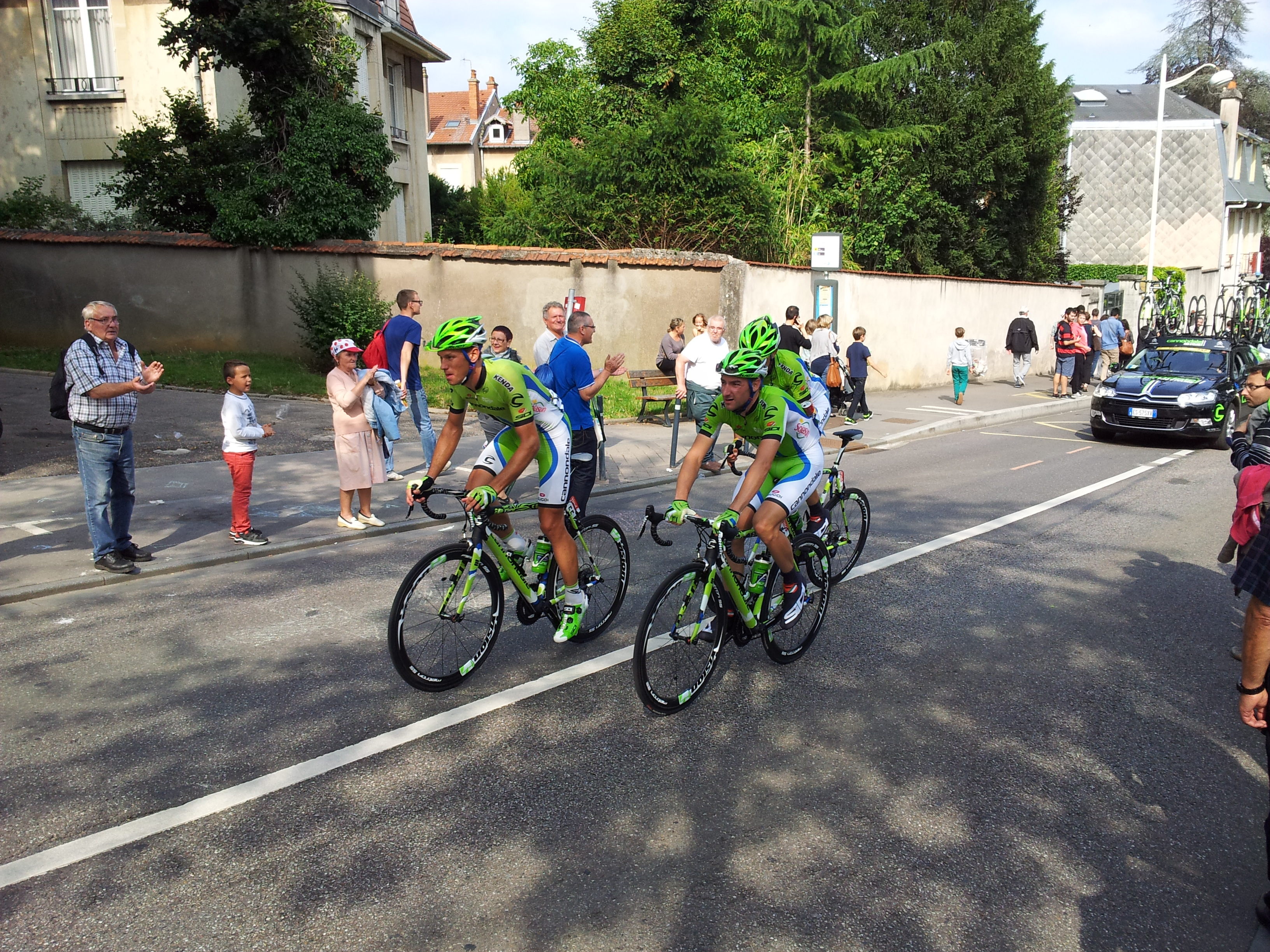
Marco Marcato (à droite) dans la 7e étape du Tour de France 2014.

#### Tour de France
6 participations
- 2011 : 89e
- 2012 : 67e
- 2014 : 80e
- 2017 : 96e
- 2018 : 126e
- 2020 : 111e

#### Tour d'Italie
4 participations
- 2013 : 76e
- 2017 : 113e
- 2018 : 69e
- 2019 : 99e

#### Tour d'Espagne
2 participations
- 2009 : non-partant (12e étape)
- 2019 : abandon (19e étape)

### Classements mondiaux
| Année                  | 2005 | 2006 | 2007 | 2008 | 2009 | 2010 | 2011 | 2012 | 2013 | 2014 | 2015 |
| ---------------------- | ---- | ---- | ---- | ---- | ---- | ---- | ---- | ---- | ---- | ---- | ---- |
| Calendrier mondial UCI |      |      |      |      | 114e | 121e |      |      |      |      |      |
| UCI World Tour         |      |      |      |      |      |      | 42e  | 95e  | nc   | 169e |      |
| UCI America Tour       |      |      | 194e |      |      |      |      |      |      |      |      |
| UCI Europe Tour        | 187e | 146e | 32e  | 221e | 59e  | 6e   |      |      |      |      | 16e  |